# Костенко Володимир Іванович (депутат ВР УРСР)
Володимир Іванович Костенко (нар. 22 серпня 1951, місто Жданов, тепер Маріуполь Донецької області) — український радянський діяч, водій тролейбуса Ждановського трамвайно-тролейбусного управління. Депутат Верховної Ради УРСР 11-го скликання.

## Біографія
Освіта середня.
З 1968 року — токар Ждановського механічного заводу Донецької області. Служив у Радянській армії.
З 1974 року — водій тролейбуса Ждановського трамвайно-тролейбусного управління Донецької області.
Потім — на пенсії в місті Маріуполі Донецької області.

## Нагороди
- ордени
- медалі